# Joel Chandler Harris
Joel Chandler Harris (ur. 9 grudnia 1848, zm. 3 lipca 1908 w Atlancie) – amerykański dziennikarz, poeta, folklorysta i pisarz.

## Wybrane publikacje
- „Uncle Remus, His Songs and Sayings” (1881)
- „Nights with Uncle Remus” (1883)
- „Uncle Remus and His friends” (1893)
- „Little Mr. Thimblefinger” (1894)
- „Mr. Rabbit at Home” (1895)